# Bodo Rudwaleit
Bodo Rudwaleit (* 3. srpna 1957, Woltersdorf) je bývalý východoněmecký fotbalový brankář.

## Fotbalová kariéra
Ve východoněmecké oberlize hrál za Berliner FC Dynamo a Eisenhüttenstädter FC Stahl. Nastoupil ve 344 ligových utkáních. S Berliner FC Dynamo získal desetkrát mistrovský titul a dvakrát východoněmecký fotbalový pohár. V Poháru mistrů evropských zemí nastoupil ve 36 utkáních, v Poháru vítězů poháru nastoupil ve 4 utkáních a v Poháru UEFA nastoupil v 1 utkání. Za reprezentaci Východního Německa (NDR) nastoupil v letech 1979–1988 ve 33 utkáních. V roce 1980 byl členem stříbrného východoněmeckého týmu na LOH 1980 v Moskvě, nastoupil v 5 utkáních.

## Ligová bilance
| Ročník          | Zápasy | Góly | Klub                        |
| --------------- | ------ | ---- | --------------------------- |
| I. liga 1976/77 | 2      | 0    | Berliner FC Dynamo          |
| I. liga 1977/78 | 17     | 0    | Berliner FC Dynamo          |
| I. liga 1978/79 | 26     | 0    | Berliner FC Dynamo          |
| I. liga 1979/80 | 25     | 0    | Berliner FC Dynamo          |
| I. liga 1980/81 | 26     | 0    | Berliner FC Dynamo          |
| I. liga 1981/82 | 26     | 0    | Berliner FC Dynamo          |
| I. liga 1982/83 | 26     | 0    | Berliner FC Dynamo          |
| I. liga 1983/84 | 26     | 0    | Berliner FC Dynamo          |
| I. liga 1984/85 | 26     | 0    | Berliner FC Dynamo          |
| I. liga 1985/86 | 26     | 0    | Berliner FC Dynamo          |
| I. liga 1986/87 | 26     | 0    | Berliner FC Dynamo          |
| I. liga 1987/88 | 26     | 0    | Berliner FC Dynamo          |
| I. liga 1988/89 | 26     | 0    | Berliner FC Dynamo          |
| I. liga 1989/90 | 9      | 0    | FC Berlin                   |
| I. liga 1989/90 | 5      | 0    | Eisenhüttenstädter FC Stahl |
| I. liga 1990/91 | 26     | 0    | Eisenhüttenstädter FC Stahl |
| CELKEM I. liga  | 373    | 91   |                             |